# Eugène Bloch
Pour les articles homonymes, voir Bloch.
Ne doit pas être confondu avec Eugène Boch.
Eugène Bloch, né le 10 juin 1878 à Soultz-Haut-Rhin et mort le 12 mars 1944 à Auschwitz, est un physicien français, professeur à l'École normale supérieure et à la Faculté des sciences de l'université de Paris. Il joue un rôle important dans les débuts de la radioélectricité, et est l’un des premiers introducteurs de la mécanique quantique en France, avec son livre de 1930, L'ancienne et la nouvelle théorie des quanta.

## Biographie
Eugène Bloch naît le 10 juin 1878 à Soultz-Haut-Rhin, en Alsace (devenue allemande en 1871). Son père, industriel dans le textile, vend son usine alsacienne, et s'installe à Paris pour donner à ses deux fils Léon et Eugène une instruction française. Eugène fait de 1897 à 1900 des études supérieures à l'École normale supérieure, où il suit les conférences de physique de Jules Violle, Marcel Brillouin et Henri Abraham, et à la faculté des sciences de l'université de Paris, où il suit les cours de Gabriel Lippmann et Edmond Bouty et obtient les licences ès sciences physiques et ès sciences mathématiques en 1899. Lauréat du concours d'agrégation de physique en 1900, il devient préparateur au laboratoire de physique de l'École normale supérieure, il prépare une thèse pour le doctorat ès sciences physiques portant sur l'ionisation dans la phosphorescence qu'il soutient devant la faculté des sciences de l'université de Paris en 1904.
Eugène Bloch rejoint ensuite l'enseignement secondaire et devient en 1906 professeur de physique en classe de mathématiques spéciales au lycée Saint-Louis, à Paris, où il enseignera pendant onze années (non comptée une coupure de quatre années durant la première guerre mondiale). Parallèlement à son travail d'enseignant, Eugène Bloch effectue des travaux de recherches au laboratoire de physique de l'École normale supérieure sur l'effet photoélectrique puis la spectroscopie.
En 1921, Eugène Bloch est nommé maître de conférences de physique à l'université de Paris, délégué à l'École normale supérieure, poste qui lui donne une plus grande disponibilité pour le travail de recherche en spectroscopie. En 1927 il obtient la chaire de physique théorique et physique céleste de la faculté des sciences de l'université de Paris, à la suite du départ à la retraite d'Anatole Leduc (c'est Sagnac qui était en fait chargé du cours de la chaire). Il présente ainsi sur plusieurs années de cours la nouvelle théorie des quanta, ce qui donne lieu à l'édition d'un livre. Il continue cependant d'enseigner partiellement à l'École normale supérieure par échange de cours avec Georges Bruhat, maître de conférences, celui-ci s'occupant de la partie "physique celeste" de l'enseignement de la chaire. En 1934 il est président de la Société française de physique. En 1937 Henri Abraham prend sa retraite, Eugène Bloch est transféré dans sa chaire de physique déléguée à l'École normale supérieure et lui succède comme directeur du laboratoire de physique. Georges Bruhat lui succède dans la chaire de physique théorique et physique céleste tandis que Bloch reprend les conférences de physique dont Bruhat avait la charge à l'école, en parallèle avec Pierre Auger qui reprend celles d'Abraham, ainsi que le cours de physique théorique dont s'occupait Bloch au sein de la chaire de physique théorique et physique céleste de la faculté. Bloch poursuit également la construction du nouveau bâtiment du laboratoire, commencé en 1936 et qui sera inauguré en 1938.
En 1940 Eugène Bloch est révoqué de son poste de professeur par les lois anti-juives du gouvernement de Vichy et doit alors quitter l'École normale supérieure. Georges Bruhat lui succède. Il passe clandestinement en "zone libre", et trouve, dans un laboratoire de l'université de Lyon, un refuge qui est officialisé en 1941 par un ordre de mission du Centre national de la recherche scientifique. Quand l'armée allemande envahit la zone libre, en 1942, Eugène Bloch cherche à fuir en Suisse ; mais il n'en trouve pas la possibilité, et il se réfugie sous une fausse identité dans les montagnes de Savoie. La Gestapo l'arrête à Allevard le 24 janvier 1944 ; il est déporté depuis la gare de Bobigny par le convoi n° 69 du 7 mars 1944." vers le camp d'extermination d’Auschwitz, où il disparaît.

## Œuvre scientifique
En 1908, Bloch achève les études d'ionisation qu'il avait poursuivies dans le sillage de sa thèse, et il se consacre à des études sur l'effet photoélectrique, découvert par Hertz en 1887, puis étudié par Lenard autour en 1902 ; à la différence de Lenard, Bloch comprend l'importance de distinguer les diverses couleurs, ou longueurs d'onde lumineuses, au lieu d'utiliser la lumière blanche ; ses expériences contribuent à étayer l'interprétation donnée par Einstein en 1905.
En 1913, devant le succès du modèle d'atome de Bohr, Bloch se reconvertit à la spectroscopie, et construit un premier spectrographe pour l'ultraviolet, à prisme de fluorine et sous vide. De 1914 à 1918, Bloch est mobilisé, à côté du professeur Abraham, au service des télécommunications militaires. En étroite collaboration, ces deux physiciens développent les premiers amplificateurs électroniques pour la réception des ondes de radio, et les premiers appareils de mesure précise des fréquences radio, qui seront opérationnels dès 1916 dans les armées française et anglaise, puis en 1917 dans l'armée américaine.
Après la guerre, Bloch revient à ses études de spectroscopie. En 1925, il met au point le premier spectrographe à réseau concave, par réflexion, et sous vide, construit en France, avec l'aide de la société Beaudoin, et qui permettait de travailler dans l'ultra-violet très lointain jusqu'aux longueurs d'onde les plus courtes vers 20 nanomètre. Les tables de longueurs d'onde établies avec cet appareil sur une trentaine d'éléments chimiques, et leurs ions diversement chargés, rendent encore service.

## Publications
- Recherches sur la conductibilité électrique de l'air produite par le phosphore et sur les gaz récemment préparés, Paris, Gauthier-Villars, 1904.
- La théorie électronique des métaux, Paris, Gauthier-Villars, 1913.
- Notice sur les travaux scientifiques d'Eugène Bloch, Paris, Téqui et Guillonneau, 1919.
- Théorie cinétique des gaz, Paris, Armand Colin, 1921.
- Les phénomènes thermioniques, Paris, Journal de physique, 1921.
- Les procédés d'enregistrement des signaux de TSF , Orléans, Pigelet, 1921.
- L'ancienne et la nouvelle théorie des quanta, Paris, Hermann, 1930.
- Les atomes de lumière et les quanta, Paris, Hermann, 1930.
- Conférences d'actualités scientifiques et industrielles, avec Louis de Broglie et Gustave Foëx, préface de Jules Lemoine, Paris, Hermann, 1930.
- Jubilé de Marcel Brillouin : mémoires originaux offerts à Marcel Brillouin à l'occasion de son 80ème anniversaire, introduction par Henri Villat, Paris, Gauthier-Villars, 1935.
- La physique de l'électron et ses applications, préface de Maurice de Broglie, 1935.
- Physique atomique et spectroscopie, Paris, 1937.

## Distinctions
- Chevalier de la Légion d'honneur en 1921[5]

### Archives
- La bibliothèque de l'École normale supérieure de la rue d'Ulm conserve les archives de la famille Bloch[6]. Un fonds complémentaire d'Hélène Bloch, la femme d'Eugène Bloch, est conservé à La contemporaine[7].